# Jefferson de Jesus Santos
Jefferson de Jesus Santos (Goiânia, 14. travnja 1993.) brazilski je nogometaš koji igra na poziciji obrambenog veznog igrača. Trenutačno igra za portugalski niželigaški klub Amora.

## Karijera

### Hajduk
U Hajduk je stigao 1. srpnja 2015. godine nakon što mu je istekao ugovor s portugalskim Feirenseom. Potpisao je ugovor do ljeta 2018. godine. Debitirao je 12. srpnja 2015. godine u derbiju s Dinamom, u susretu prvog kola 1. HNL 2015./16., odigravši svih 90 minuta utakmice. Proglašen je za igrača utakmice, a posebno je pohvaljena njegova uloga u neutraliziranju Ante Ćorića. Dana 23. srpnja 2015. godine zabio je svoj prvi pogodak za Hajduk, dalekometnim udarcem je zabio prekrasan gol koji je bio drugi pogodak u pobjedi Hajduka od 4:1 nad Koprom, u uzvratnoj utakmici drugog pretkola Europske lige.

### Chaves
Dana 6. srpnja 2017. godine Hajduk je objavio da Jefferson i službeno više nije član Hajduka te da je za svoj novi klub, Chaves, potpisao trogodišnji ugovor.

## Vanjske poveznice
- Profil na Transfermarktu
- Profil na Soccerwayu